# Égal
Egal – singel francuskiej piosenkarki Amandy Lear, wydany w 1981 roku.

## Ogólne informacje
Prawidłowa pisownia tytułu w języku francuskim to „Égal”. Piosenka znana jest też pod tytułem „Ça m’est égal” („Jest mi wszystko jedno”). Autorami utworu są Anthony Monn (muzyka) oraz Amanda Lear (słowa). „Egal” jest balladą typu chanson, wykonywaną w języku francuskim, opowiadającą o rozpadzie związku. Utwór nagrano także w języku hiszpańskim jako „Igual”.
Utwór pochodzi z płyty Incognito i został wydany jako pierwszy singel z krążka. Spotkał się on z umiarkowanym sukcesem, dochodząc w Niemczech tylko do 75. miejsca.

## Teledysk
Teledysk do piosenki został nakręcony w paryskiej kawiarni Café de Flore na bulwarze Saint-Germain. Przedstawia piosenkarkę siedzącą przy stoliku, palącą papierosy Marlboro i piszącą list, w którym rozlicza się z byłym kochankiem.

## Lista ścieżek
- 7" single (Niemcy)[1]

1. „Egal” – 4:08
2. „If I Was a Boy” – 4:10

- 7" single (Francja)[2]

1. „Ça m’est égal” – 4:08
2. „Made in France” – 2:11

- 7" single (Hiszpania)[3]

1. „Igual (Egal)” – 4:06
2. „Ninfomania” – 3:12

## Pozycje na listach
| Kraj   | Pozycja |
| ------ | ------- |
| Niemcy | 75      |